# Lista över personer från De tre kungadömena
Följande är en lista av personligheter som var betydelsefulla under perioden De tre kungadömena i Kinas historia. De skänker grunden för det som ofta kallas "De tre kungadömenas angelägenheter", ett favoritämne inom kinesisk folktro. Det ledande verket i "De tre kungadömenas angelägenheter" är den historiska 1300-talsromanen Sagan om de tre kungarikena.

## Staten Wei
- Cao Cao (155 - 220): Krigsherre, politiker och poet. Cao Cao slogs i inbördeskriget från år 191 fram till sin död år 220. Han förenade norra Kina och lät sin son Cao Pi bestiga tronen.

## Staten Shu
- Guan Yu (162 - 219): General. En bundsförvant till Liu Bei samt den sistnämndes mest betrodde kommendör. Då han fick förvaltning över Jing-provincen år 215 besegrades Guan av Sun Quans styrkor och avrättades.

- Liu Bei: Grundare av Shu.

- Zhang Fei (167 - 221): Berömd för sin styrka och sin makt. En av de fem tigergeneralerna. Dödades av två av sina underlydande på sin väg emot Jiangzhou.

## Staten Wu
- Da Qiao

- Sun Jian (156 - 192): Äras för att ha lagt grunden för det som senare blev Wu. Dödad i strid av många pilbågsskyttar och stenar.

## Andra
- Lü Bu (??? - 198): Sades vara den störste krigaren i Kina, avrättad av Cao Cao efter sitt nederlag i slaget om Xia Pi.